# Architecture du choix
L'architecture du choix est la conception de différentes manières par lesquelles les choix peuvent être présentés aux décideurs, ainsi que l'impact de cette présentation sur la prise de décision. Par exemple, mais pas uniquement, le nombre de choix présentés et la manière dont les attributs sont décrits peuvent influencer les choix des personnes et des consommateurs.

## Contexte et origine
Le terme « architecture du choix » a été inventé par Richard Thaler et Cass Sunstein dans leur ouvrage de 2008, Nudge : La méthode douce pour inspirer la bonne décision. Thaler et Sunstein ont préconisé une conception réfléchie de l'architecture du choix comme moyen d'améliorer la prise de décision des consommateurs en minimisant les biais et les erreurs résultant d'une rationalité limitée. Cette approche est un exemple de « paternalisme libertaire », une philosophie défendue par Thaler et Sunstein qui vise à nudge les individus à faire des choix qui sont dans leur meilleur intérêt sans interdire d'options ni modifier significativement leurs motivations économiques. Ils vont plus loin en affirmant que restreindre complètement les options n'est plus un coup de pouce, mais simplement rendre quelque chose plus évident parmi un groupe de choix.
Ces techniques sont devenues populaires parmi les décideurs politiques, conduisant par exemple à la formation de l'équipe britannique Behavioural Insights et de la « Nudge Unit » de la Maison Blanche. Alors que de nombreux spécialistes du comportement soulignent qu'il n'existe pas d'architecture de choix neutre et que les consommateurs conservent leur autonomie et leur liberté de choix malgré les manipulations de l'architecture de choix, les critiques du paternalisme libertaire soutiennent souvent que les architectures de choix conçues pour surmonter les biais de décision irrationnels peuvent imposer des coûts aux agents rationnels, par exemple en limitant le choix ou en sapant le respect de l'action individuelle et de l'autonomie morale.

## Partisans
Les tenants du paternalisme libertaire (en) et du paternalisme asymétrique supporte la conception délibérée d’une architecture de choix pour inciter les consommateurs à adopter des comportements personnellement et socialement souhaitables, comme épargner pour la retraite, choisir des aliments plus sains ou s’inscrire comme donneur d’organes. Ces interventions sont souvent justifiées par les défenseurs du paternalisme libertaire dans la mesure où des architectures de choix bien conçues peuvent compenser les biais irrationnels de prise de décision pour améliorer le bien-être des consommateurs.